# キム・ゴンウ
キム・ゴンウ（1999年3月20日 - ）は、韓国のプロアイスホッケー選手。ポジションはフォワード。アジアリーグアイスホッケーのHLアニャンに所属。

## 経歴
京畿高等学校から延世大学へ進学。
2022-2023シーズンからアジアリーグアイスホッケーのHLアニャンでプレー。
2023-2024シーズンはチームが2シーズン連続となる8度目の優勝を果たし、キムも優勝を経験することになった。